# Gallinago hardwickii
La agachadiza japonesa (Gallinago hardwickii) es una especie de ave caradriforme de la familia Scolopacidae.

## Distribución y hábitat
Se reproduce principalmente en Hokkaidō en el norte Japón, con un número menor en Honshū, el extremo oriental de Rusia, incluidas Sajalín y las islas Kuriles. Toda la población migra y pasa la temporada no reproductiva, principalmente en el este de Australia. También se registra en Taiwán, las Filipinas y Nueva Guinea, y es un divabante raro en Nueva Zelanda.
Su hábitat de reproducción en Asia incluye páramos alpinos, praderas, pastizales ásperos, plantaciones de árboles jóvenes y las áreas cultivadas. Su hábitat no reproductivo en Australia son los humedales de agua dulce poco profundas.

## Comportamiento
El cortejo consiste en vuelos de exhibición y tamborileo por parte los machos. Anida en el suelo, oculto en la vegetación, con una puesta de cuatro huevos.
Es una especie omnívora que se alimenta de semillas y otros materiales vegetales (principalmente de las especies en las familias Cyperaceae, Poaceae, Juncaceae, Polygonaceae, Ranunculaceae y Fabaceae), y de invertebrados, incluyendo insectos (principalmente moscas y escarabajos ), lombrices, arañas y, ocasionalmente, moluscos, isópodos y ciempiés.